# Carpodectes hopkei
Cotinga-de-pontas-pretas ou cotinga-branca (Carpodectes hopkei) é uma espécie de ave da família Cotingidae.
Pode ser encontrada nos seguintes países: Colômbia, Equador e Panamá.
Os seus habitats naturais são: florestas subtropicais ou tropicais húmidas de baixa altitude.